# الحصين بن نمير السكوني
الحُصَيْنُ بْنُ نُمَيْرِ السُّكُونِيُّ الْكِنْدِيُّ قائد عسكري في الدولة الأموية. تفاصيل حياته غير معروفة إلا أنه قاتل في موقعة صفين وكان قائد قسم من جيش مسلم بن عقبة الذي استباح المدينة المنورة ثم قاد بقية الجيش عقب وفاة ابن عقبة المري وفق رغبة يزيد بن معاوية وحاصر عبد الله بن الزبير وضرب الكعبة بالمنجنيق. وقاتل في ثورة التوابين وقتل حبيب بن مظاهر الأسدي وعلق رأسه على رقبة حصانه. كان له دور كبير في جمع القبائل اليمانية في الشام لنصرة مروان بن الحكم وله أثر بارز في معركة مرج راهط. أختلفت المصادر في وفاته فمن الإخباريين من قال أن إبراهيم بن الأشتر النخعي من قتله متأثرًا بجراح أصابته ومنهم من قال إنه قُتل خلال ثورة المختار الثقفي.[بحاجة لمصدر]

## نسبه
الحصين بن نمير بن ناتل بن لبيد بن جعثنة بن الحارث بن سلمة بن شكامة بن شبيب بن السكون بن أشرس بن كندة.